# Lijst van nationale parken in Malawi
Hieronder volgt een lijst van nationale parken in Malawi.
Naast de nationale parken zijn er ook verschillende natuurreservaten (Majete, Mwabvi, Mwaza Marsh,...). Eén nationaal park (Nationaal park Lake Malawi) staat op de Unesco-Werelderfgoedlijst.
| Nationaal park             | Stichtingsjaar           | Oppervlakte (km2) | Foto |
| -------------------------- | ------------------------ | ----------------- | ---- |
| Nationaal park Kasungu     | 1970                     | 2316              |      |
| Nationaal park Lake Malawi | 1984                     | 94                |      |
| Nationaal park Lengwe      | 1970                     | 887               |      |
| Nationaal park Liwonde     | 1973                     | 548               |      |
| Nationaal park Nyika       | 1966, uitgebreid in 1978 | 3134              |      |